# Zero (série télévisée)
Zero est une série télévisée fantastique italienne, inspiré du roman d'Antonio Dikele Distefano Non ho mai avuto la mia età.  

## Synopsis
A Milan, un jeune homme d'origine sénégalaise se découvre un pouvoir et veut s'en servir pour protéger son quartier.
La série a été annulée après une saison.

## Distribution

### Acteurs
- Giuseppe Dave Seke (VF : Baptiste Marc) : Omar/Zero
- Haroun Fall (VF : Simon Koukissa) : Sharif
- Beatrice Grannò (it) (VF : Léopoldine Serre) : Anna Ricci
- Richard Dylan Magon (VF : Mike Fédée) : Momo
- Daniela Scattolin (VF : Amélia Ewu) : Sara
- Madior Fall (VF : Geoffrey Loval) : Inno
- Virgina Diop (VF : Cerise Calixte) : Awa
- Alex Van Damme : Thierno
- Frank Crudele (VF : Gilbert Lévy) : Sandokan
- Elisa Wong (VF : Pauline Ziadé) : Robbi
- Giordano de Plano (VF : Jérémy Bardeau) : M. Ricci
- Thierry Toscan (VF : Cyrille Monge) : Dietmar
- Ashai Lombardo Arop : Marieme
- Roberta Mattei : La Vierge
- Miguel Gobbo Diaz : Rico
- Livio Kone : Honey